# Michael I. Apafi

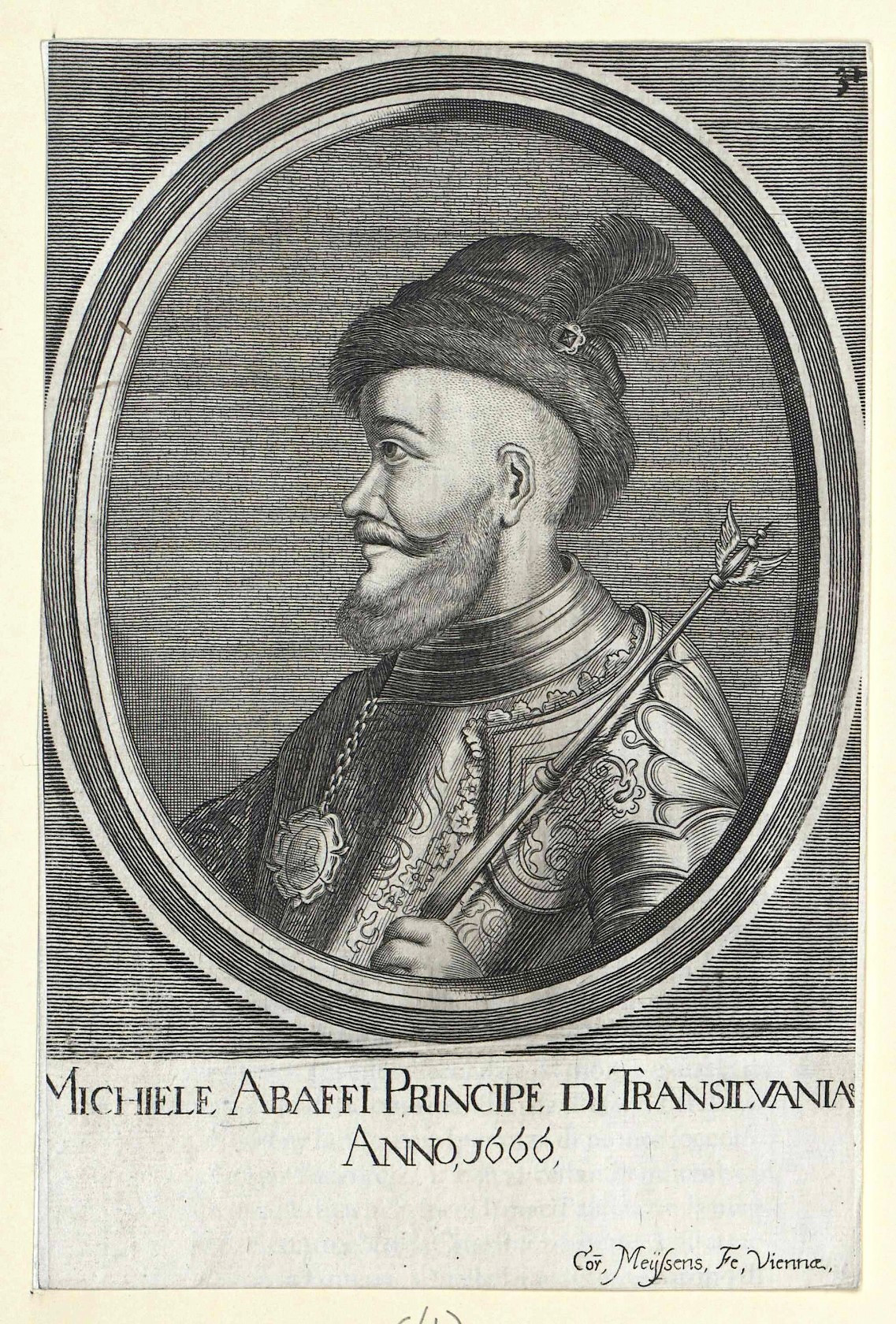
Michael I. Apafi, Kupferstichporträt von Cornelis Meyssens, Wien

Michael I. Apafi (* 3. November 1632 in Elisabethstadt; † 15. April 1690 in Fogarasch) war Fürst von Siebenbürgen.

## Leben
Er entstammt der alten siebenbürgischen Adelsfamilie Apafi. 1653 heiratete er die ungarische Magnatentochter Anna Bornemissza, welche neben seinem Kanzler Michael II. Teleki (ungarisch Teleki Mihaly) großen Einfluss auf den eher schwachen Herrscher ausübte. Er begleitete in seiner Jugend den Fürsten Georg II. Rákóczi auf dessen Feldzug in Polen und geriet nach dessen Niederlage 1658 in tatarische Gefangenschaft. Er lebte dann auf seinem Erbgut zu Ebesfalva (rumänisch Ibașfalău, deutsch Elisabethstadt). Am 15. September 1661 wurde er von Ali Pascha von Silistra, den Statthalter der benachbarten osmanischen Großprovinz Silistra, als Fürst von Siebenbürgen, durch den von Ali Pascha gewaltsam einberufenen Landtag, eingesetzt. Apafi war der Gegenspieler zu dem vom Habsburger Kaiser Leopold I. unterstützten Fürsten Johann Kemény. Nachdem dieser in der Schlacht von Nagyszőllős am 23. Januar 1662 Schlacht und Leben verloren hatte, übernahm Michael Apafi in großen Teilen Transsilvaniens die Herrschaft. Bis zur Niederlage der Türken vor Wien 1683 war Michael Apafi ein treuer Verbündeter der Türken. Danach versuchte er sich der neuen Machtsituation anzupassen und nahm Verhandlungen mit dem Kaiser in Wien auf. 1687 wurde schließlich ein Abkommen mit Wien geschlossen, welches ihm die Autorität über sein Land beließ, mit dem aber die Oberherrschaft des Kaisers anerkannt werden musste. In seinen letzten Lebensjahren verfiel Michael Apafi in eine Depression, der er in seiner Uhrensammlung und seiner Bibliothek zu entfliehen suchte, während im Land Krieg herrschte. Er regierte bis zu seinem Tod im Jahre 1690. Um seine Nachfolge konkurrierten der von den Türken unterstützte Emmerich Thököly und sein vom Landtag gewählter Sohn Michael II. Apafi.